# 丹羽長重
丹羽 長重（にわ ながしげ）は、安土桃山時代から江戸時代前期にかけての武将・大名。丹羽長秀の長男。

## 生涯

### 織田・豊臣家臣時代
元亀2年（1571年）、織田氏の家臣、丹羽長秀の長男として誕生。母の桂峯院は織田信広の娘で、信長の姪（養女）である。
主君・織田信長の死後は、父・長秀と共に羽柴秀吉（後の豊臣秀吉）に従った。
天正10年（1582年）11月10日、長秀が秀吉と会談する。この際、信長の娘を娶っている。
天正11年（1583年）の賤ヶ岳の戦いや天正12年（1584年）の小牧・長久手の戦い（病床にあった父の代理）に出陣した。
天正13年（1585年）、秀吉から羽柴姓の名字を与えられた。同年に父が死去し、越前国・若狭国・加賀国2郡123万石を相続した。ところが、同年の対佐々成政の越中征伐に従軍した際、家臣に成政に内応した者がいたとの疑いをかけられ、羽柴秀吉によって越前国・加賀国を召し上げられ、若狭1国15万石となり、さらに主君・織田信長、父・長秀以来の重臣戸田勝成、長束正家、溝口秀勝、村上頼勝、上田重安、太田牛一らその他多くのもの達も召し上げられた。さらに天正15年（1587年）の九州平定の際にも家臣の狼藉の疑いを理由に若狭国も取り上げられ、僅かに加賀松任4万石の小大名に成り下がった。これは、秀吉が丹羽氏の勢力を削ぐために行った処置であるといわれている。天正16年（1588年）、豊臣姓を下賜された。
その後、秀吉による小田原征伐に従軍した功によって、加賀国小松12万石に加増移封され、このときに従三位、参議・加賀守に叙位・任官されたため、小松宰相と称された。慶長3年（1598年）に秀吉が死去すると、徳川家康から前田利長監視の密命を受けている。

### 関ヶ原から江戸時代
慶長5年（1600年）、関ヶ原の戦いでは丹羽軍3千西軍に与して前田軍2万5千余東軍の前田利長と戦った浅井畷の戦いにおいて丹羽長重が快勝した。時に江戸城に入居していた芳春院（前田利家の妻）前田家100万石を賭けた決死の嘆願により「前田家の芳春院殿は切腹を辞さなかった」、「徳川家康と徳川秀忠両君は真剣な面持ちで丹羽長重に蟄居を申し下した」付け加えて「丹羽家の戦支度は天晴也」（出典『石川県史』）、丹羽家は戦後に一旦改易となる。
慶長8年（1603年）に常陸国古渡1万石を与えられて大名に復帰する。これは稀なことであり、父長秀以来織田信長家系との血縁関係が在り、徳川秀忠や前田利長とは縁者関係に当ることや、特異な戦支度や父長秀譲りの築城技術を高く評価されたことに所以する。
慶長19年（1614年）からの大坂の陣では武功を挙げたため、1617年、江戸幕府2代将軍・徳川秀忠の御伽衆として、細川興元、佐久間安政、立花宗茂らと共に抜擢される（この3名は長重より年長で、武功の実績も多かった）。
元和5年（1619年）に常陸国江戸崎2万石、元和8年（1622年）には陸奥国棚倉5万石にそれぞれ加増移封される（なお、前棚倉藩主は、長重と共に秀忠の御伽衆である立花宗茂）。長重の出世を知り、各地へ離散していた旧丹羽家の家臣達が、長重の元へ戻ってきた。それまで、長重は立花宗茂が居城としていた赤館城を使っていたが、新たな城の築城を決め、そこから南にある近津明神の境内に新たな城を築城することを決意した。この近津明神を動かすことで、住民と悶着が起こったが、長重は別当の高松一族から高松良篤を家老として登用し、彼の主導で明神の遷宮及び城の築城を行わせた。この城がのちの棚倉城となる。
ところが、寛永4年（1627年）に会津藩の蒲生忠郷が嫡子なくして死去し、蒲生氏は改易される。その領地に加藤嘉明と長重が移り、長重は白河10万700石となった。結局、築城中であった棚倉城は放置され、その後移ってきた内藤信照によって完成した。白河に入ってからも、各地へ離散していた丹羽家の旧臣達はますます集まり、加えて蒲生家の旧臣なども召し抱えたこと、白河小峰城を築城したことにより、丹羽家の財政は逼迫したという。
寛永14年（1637年）閏3月4日、江戸桜田上屋敷で死去した。享年67（満65歳没）。法名は大隣寺殿前参議三品傑俊浄英大居士。
三男の光重が跡を継いだ。

## 人物・評価

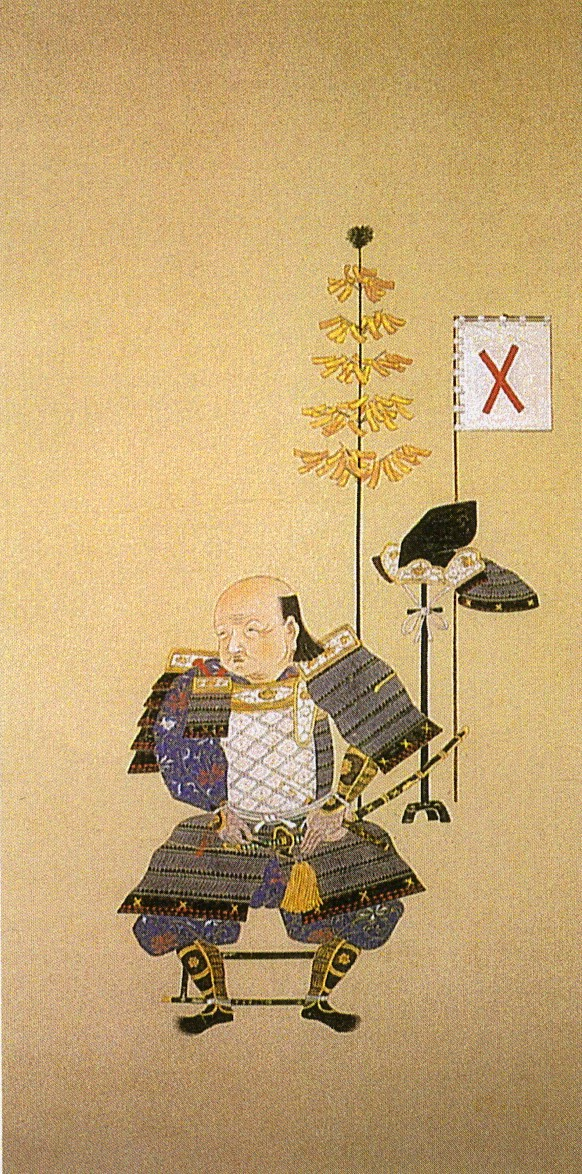
丹羽長重

関ヶ原の戦いで領土を失った大名の内、数少ない大名として返り咲いた武将であった。さらに、それらの中でも最終的に10万石以上を領したのは長重と立花宗茂のみであり、そのことは特筆される。
長重は築城技術の高さを評価されていた。彼が築城した棚倉城、白河小峰城はいずれも城としての質が高い。棚倉城は西側が急峻な崖であり、守りに適した立地条件を持っていた。白河小峰城は総石垣造りの城で、これは東北地方では数少ない造りの城であった。こうした築城技術は幕府側からも評価され、陸奥の入り口である要衝に長重は領地を与えられたと指摘される。
死去に際して子息、家臣に「将軍の恩を第一として、幕僚と円滑に付き合い、徳川幕府への忠勤に励め、しかし、機転を利かせすぎたり、媚び諂うのはよくない」と遺言を残している。河合敦はこの遺言にも長重の堅実で実直な人柄が現れていると評している。
浅井畷の戦いののち、講和のために前田氏から人質として前田利常が遣わされた。利常は前田利家の子ではあるが、他の兄弟と違い身分の低い側室の下に産まれた庶子であった。小松城に抑留されていた人質の利常に、長重が自ら梨を剥き与えたことがあった。利常は晩年まで梨を食べる度にこの思い出を話した、という逸話が残っている。

## 系譜
父母
- 丹羽長秀（父）
- 桂峯院 ー 織田信広の娘、織田信長の養女（母）

正室
- 報恩院 ー 織田信長の五女

側室
- 千賀氏
- 竜光院 ー 家臣・山形武兵衛の姉

子女
- 丹羽亀千代、生母は報恩院（正室）
- 庭田鍋麻呂、生母は報恩院（正室）
- 酒井忠正正室、生母は報恩院（正室）
- 丹羽光重（三男）生母は竜光院（側室）
- 浅野長直正室、生母は竜光院（側室）
- 大島義唯正室、生母は千賀氏（側室）

## 家臣
| - 江口正吉（浅井畷の戦いのち去る、結城家臣） - 坂井直政（浅井畷の戦いのち去る、結城家臣） - 大谷元秀（宿老衆筆頭:浅井畷の戦いのち、江口正吉、坂井直政ら去ったあと） - 樽井重継 - 浅尾重常 - 日野重尚 | - 安養寺高明 - 永原松雲 - 南部無右衛門 - 成田正成 - 成田三政 - 雑賀兵部 - 渡辺半左衛門- 渡辺勘兵衛の甥 - 拝郷治太夫 - 拝郷家嘉の子 | - 丹羽秀重 - 叔父（一門衆筆頭） - 丹羽忠政- 従兄弟 - 青山宗勝- 妹（姉）婿 - 丹羽正次- 甥 - 種橋一章- 甥 |

## 関連作品
- 関ヶ原（司馬遼太郎）
- うつろ屋軍師（簑輪諒）